# 15263 Erwingroten
15263 Erwingroten eller 1990 TY7 är en asteroid i huvudbältet som upptäcktes den 13 oktober 1990 av de båda tyska astronomen Freimut Börngen och Lutz D. Schmadel vid Tautenburg-observatoriet. Den är uppkallad efter Erwin Groten.
Asteroiden har en diameter på ungefär 3 kilometer och den tillhör asteroidgruppen Nysa.